# حرب بنجرماسين
حرب بنجرماسين  أو حرب بنجر - باريتو أو حرب كليمنتان الجنوبية  كانت حرب مقاومة ضد الحكم الاستعماري الهولندي وقعت بين 1859-1905 في سلطنة بنجر التي تغطي مقاطعات كاليمانتان الجنوبية وكاليمانتان الوسطى.
وقعت حرب بنجرماسين  بين 1859 و 1906 (وفقًا للمصادر الهولندية 1859-1863 ). بدأ الصراع مع الهولنديين في الواقع عندما حصل الهولنديون على احتكار تجاري في سلطنة بنجر. ومع تدخل الهولنديين في الشؤون الملكية، زادت الأزمات. في عام 1785، نصب الأمير ناتا -الذي أصبح وصيًا لولي العهد- نفسه ملكًا بلقب السلطان تحميد الله الثاني (1785-1808) وقتل جميع أبناء السلطان الراحل محمد. الأمير «أمير»، الوريث الوحيد الباقي على قيد الحياة للعرش، تمكن من الفرار ثم حارب بدعم من عمه غوستي قاسم (أرونج توراوي)، لكنه فشل. تم القبض أخيرًا على الأمير أمير (جد الأمير أنتساري) ونفي إلى سيلان (سريلانكا الآن).

## إستراتيجية الحرب
استخدم الأمير هداية الله والأمير أنتساري إستراتيجية حرب العصابات من خلال إنشاء مملكة جديدة في الداخل وبناء الحصون في الغابات. ترتبط روح المقاومة من وحدة شعب بنجر والداياك بعلاقات القرابة والترابط من خلال الروابط الزوجية. سمحت هذه الروابط لإنشاء نظام باجوستيان وتيمنغونغ التي أصبح وسيلة للتوحيد والتضامن بين بنجر - داياك
ضد الهولنديين.
كما تعاون الأمير أنتساري مع سلطنة كوتاى كرتانيجارا من خلال أقاربه في تنغارونغ. كتب الأمير أنتساري إلى أمراء آخرين من كوتاي مثل الأمير ناتا كوسوما والأمير أنوم وكيرتا. كلها روابط لتهريب الأسلحة النارية من كوتاى إلى أراضي بنجر. ومع ذلك، عندما استمرت حرب بنجر من قبل أحفاد الأمير أنتاساري، لم يستجب سلطان كوتاي أجي محمد سليمان بشكل إيجابي لطلب المساعدة من الأمير بيتساري. بل وصل الأمر إلى تسليم الأمير بيرباتاساري إلى الهولنديين عام 1885.

## ساحة المعركة
تقع مناطق القتال في كاليمانتان الجنوبية وأجزاء من كاليمانتان الوسطى. بما في ذلك منطقة نهر باريتو.

## نهاية الحرب
بعد القبض على الأمير هداية الله وموت الأمير أنتساري، استمر الكفاح بقيادة غوستي مات سيمان وغوستي أتشيل وغوستي محمد أرشد وأنتونغ عبد الرحمن. من قبل هؤلاء القادة، كان الناس لا يزالون مقاتلين من خلال شن هجمات على الهولنديين من حين لآخر حتى أوائل القرن العشرين.

## نتيجة الحرب
- على المستوى السياسي.

1. سيطرت حكومة هولندا الاستعمارية على منطقة كاليمانتان الجنوبية بالكامل.
2. حل سلطنة بنجر.

- على المستوى الاقتصادي
  1. سيطر الاحتلال على مناجم الفحم والمزارع في منطقة كاليمانتان الجنوبية.

## روابط خارجية
- https://www.youtube.com/watch؟v=O6bfZQrskUk
- http://www.republika.co.id/berita/nasional/region/13/05/04/mm953u-hari-ini-di-1859-perang-banjar-melawan-belanda-dimulai
- http://www.freelists.org/post/ppi/ppiindia-Episode-II-Perang-Banjarmasin نسخة محفوظة 2015-09-24 على موقع واي باك مشين.
- http://www.de-paula-lopes.nl/lidworden/01c2c498cc144e201/01c2c49c8e1209003/index.html
- http://wartasejarah.blogspot.co.id/2016/05/kebangkitan-nasional-region-kalimantan.html
- http://www.sejarah-indonesia.com/sejarah-perang-banjar-melawan-belanda/ نسخة محفوظة 2017-10-30 على موقع واي باك مشين.